# Mars-Werke

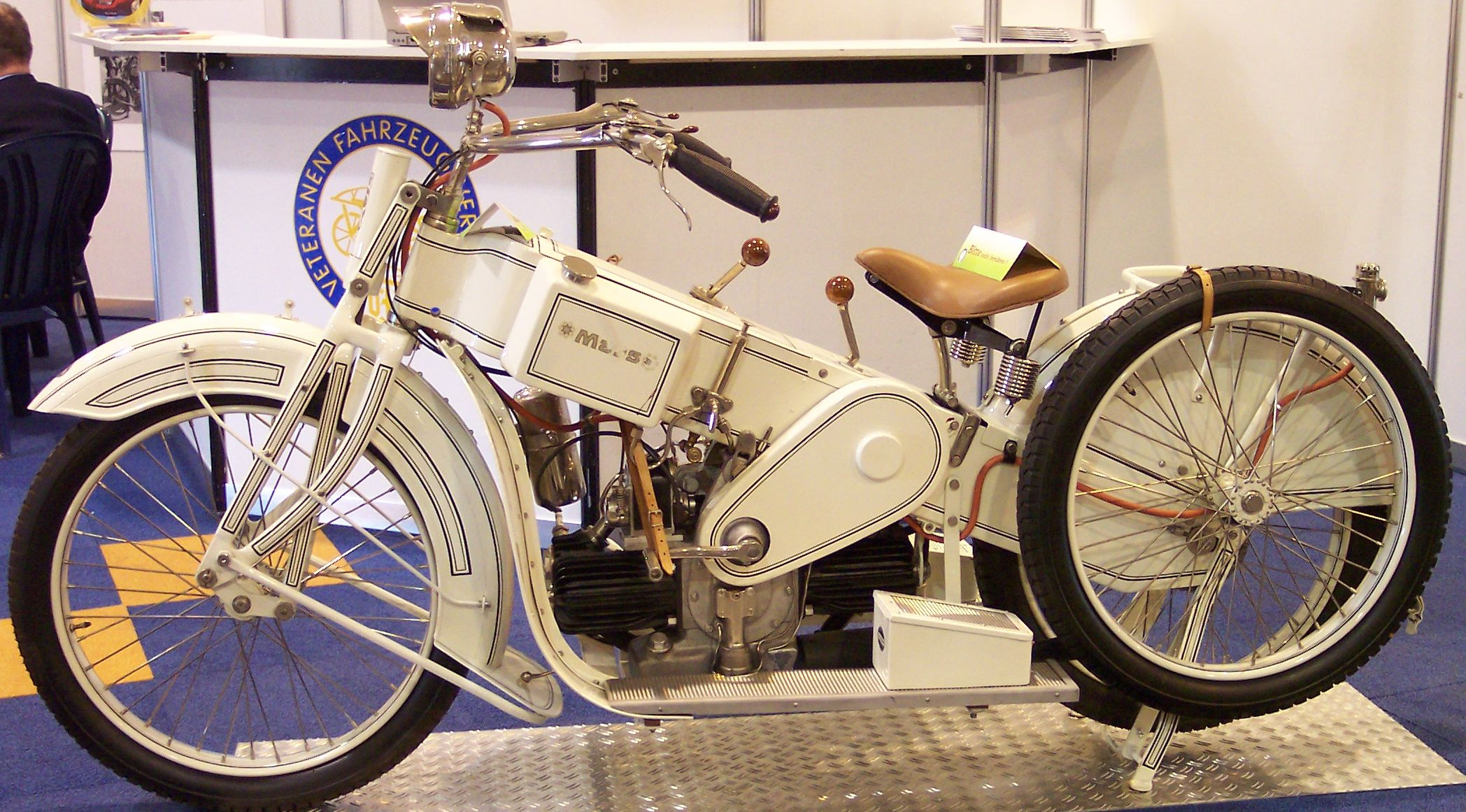
Motocykl A 20 (Weiße Mars)

Mars-Werke AG byla v letech 1873 až 1958 německá firma zabývající se výrobou motocyklů, automobilů a dalších strojírenských a průmyslových výrobků.

## Historie
V roce 1873 založil Paul Reissmann v Norimberku na Siegmundstraße firmu Mars zabývající se výrobou litinových tzv. „amerických kamen“. Následovala produkce ručních a motorových sirén, brusek a také jízdních kol. V roce 1903 začal Reissmann stavět motocykly a v témže roce také postavil několik automobilů osazených jednoválcovým motorem De Dion-Bouton o objemu 1 000 cm³. Výroba automobilů skončila o šest let později. Motocykly firmy byly osazovány motory švýcarských firem Motosacoche a Zedel.
Nejznámějším typem firmy se stal v roce 1920 legendární Mars A20, lidově přezdívaný Weiße Mars (bílý Mars). Konstruoval jej Ing. Claus Franzenburger, přes svou přezdívku byl Bílý Mars k dostání také v červené nebo zelené barvě. Dvouválcový motor typu boxer, konstruovaný Franzenburgerem výlučně pro tento typ, vyráběla ve Friedrichshafenu továrna renomované společnosti Maybach. Vzduchem chlazený motor s postranními ventily se startoval pomocí ruční kliky. Měl objem 956 cm³ a byl podélně vestavěn ve svařovaném a nýtovaném ocelovém rámu motocyklu. Převodovka byla umístěna za zadním válcem.

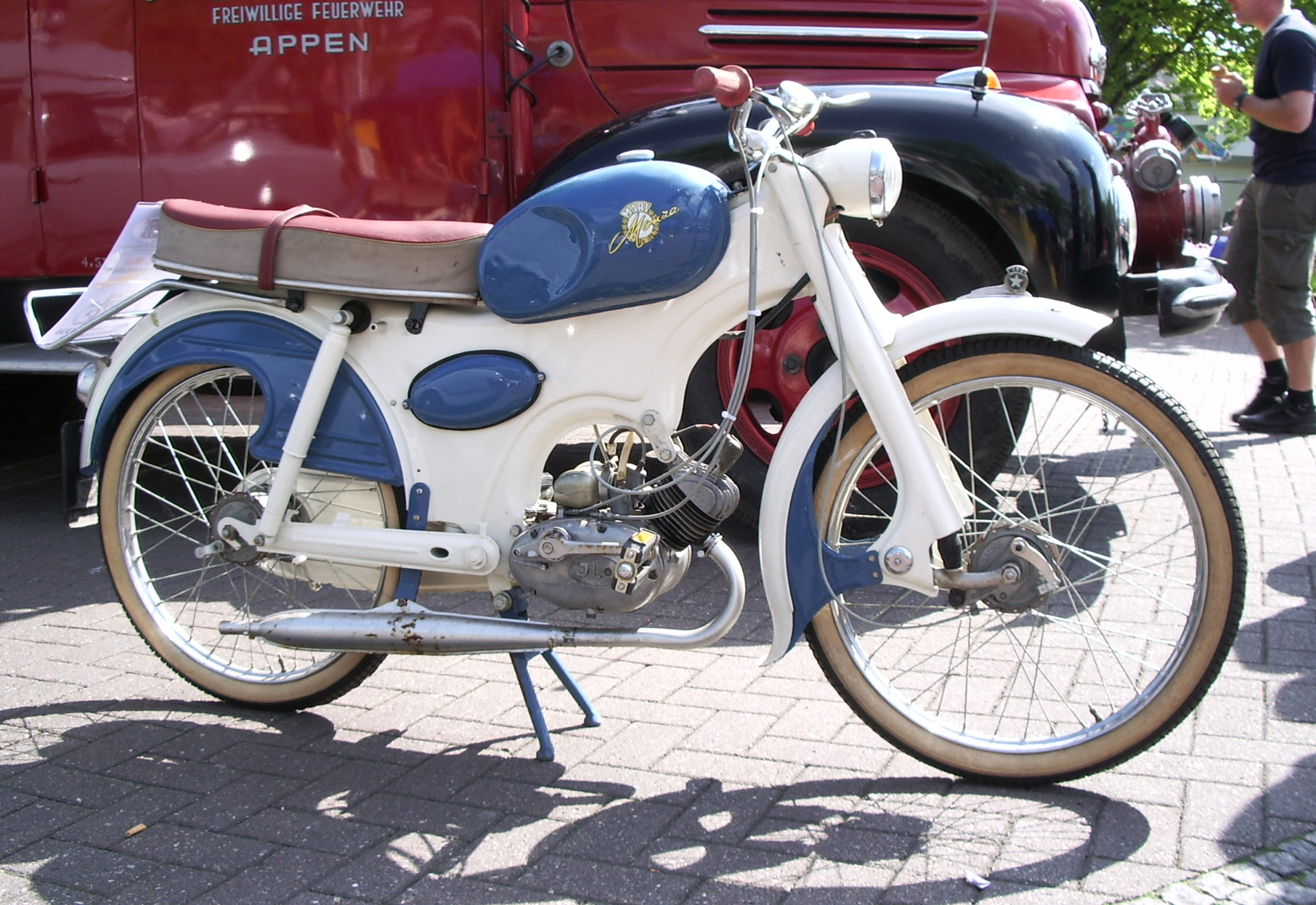
Mars-Monza mi 49 ccm-JLO-Motor

Společnost Mars vyrobila i závodní verze tohoto typu, které dosáhly významných úspěchů. Tovární jezdci Ernst Schulz a Heinz Wilhelm se s nimi v roce 1921 umístili na prvním a druhém místě v závodech bavorského mistrovství.
Firma se kvůli inflaci v letech 1923 a 1924 dostala do finančních potíží. Bratři Johann a Karl Müller, zaměstnaní u firmy ve vedoucích funkcích a konstrukci, převzali celou továrnu, její značku však ne. Stroje byly po této změně vlastnictví prodávány pod značkou „M. A.“ Od konce dvacátých let 20. století do druhé světové války Mars vyráběl motocykly se zabudovanými motory značek Motosacoche, Villiers, Sachs, J.A.P. a Sturmey-Archer. Většinou se jednalo o dvoutaktní jakož i čtyřtaktní motory různých objemů.
Po roce 1945 zkonstruoval Ing. Rudi Albert, předtím působící jako šéfkonstruktér u firem Allright v Kolíně nad Rýnem a Phänomen v Žitavě, motocykl Stella s motory 147, 174 a 198 cm³ firmy Sachs. Také navrhl poslední malý motocykl firmy označený Monza s motorem 49 cm³. V roce 1958 byla společnost Mars, tak jako mnoho jiných německých výrobců motocyklů v té době, přinucena vyhlásit úpadek. Společnost Gritzner-Kayser AG v Karlsruhe-Durlachu ještě krátce pokračovala ve výrobě typu Monza a dalšího typu Milano. Produkci mopedů Gritzner zachoval ještě v průběhu šedesátých let.

## Licence
Slatiňanská továrna automobilů R. A. Smekal ve Slatiňanech v tehdejším Rakousko-Uhersku vyráběla automobil v licenci Mars.